# Marek Nowacki
Marek-Bernard Daniel Nowacki (* 8. Januar 1989 in Hamburg) ist ein deutscher Radiomoderator und Sprecher.

## Leben
Marek Nowacki wuchs in Hamburg auf. Dort besuchte er das Gymnasium Bondenwald. Gut ein Jahr nach seinem Abitur (2008) erhielt er einen Praktikumsplatz mit anschließendem Volontariat beim Radiosender Energy Hamburg. Bereits während seiner redaktionellen Ausbildung moderierte er die wöchentägliche Vormittagssendung „ENERGY interaktiv“ und ab Januar 2013 die Morningshow „ENERGY Toastshow mit Chris, Matze und Marek“. Im Juli 2013 wechselte er nach Saarbrücken zum Saarländischen Rundfunk. Auf dessen Jugendwelle 103.7 UnserDing ist er seit August Moderator der nach ihm benannten Morgensendung „Marek am Morgen“ – Montag bis Freitag von 5:15 Uhr bis 9:45 Uhr. Nowacki führt gelegentlich fürs SR Fernsehen als Reporter durch Festival-Dokumentationen und interviewt Künstler (Rocco del Schlacko, Halberg Open Air). Des Weiteren spricht er seit September 2013 Programmtrailer für den Fernsehsender EinsPlus. Im Herbst 2015 wechselte Nowacki zurück nach Hamburg zu NDR 2, wo er hauptsächlich am Abend und Wochenende zu hören war. Am 25. September 2022 verkündete er das Ende seiner Arbeit für NDR 2.

## Familie
Marek Nowacki hat eine Schwester. Er ist der Sohn einer gelernten Kauffrau aus Baden-Württemberg und des polnischen Sängers und Komponisten Aleksander Nowacki.